# Pejinović
Pejinović (en serbe cyrillique : Пејиновић) est un village de Serbie situé dans la municipalité de Vladimirci, district de Mačva. Au recensement de 2011, il comptait 202 habitants.

## Démographie
| 1948 | 1953 | 1961 | 1971 | 1981 | 1991 | 2002 | 2011 |
| ---- | ---- | ---- | ---- | ---- | ---- | ---- | ---- |
| 546  | 599  | 540  | 452  | 388  | 301  | 235  | 202  |

|  |